# 鑄印局
鑄印局，中國古代官署名，掌管鑄造印信、印璽等工作。在清代，其主官為從五品員外郎。《清史稿》：「題銷鑄印，掌鑄寶璽，凡內外諸司印信，並範冶之。」宣統三年(1911年)印鑄局改屬新內閣，禮部亦改典禮院。清代滅亡以後裁撤。

## 歷史
自漢代開始，就開始有設立「印曹」一職，隸屬於御史台，為兩漢侍御史所掌五曹之一，掌刻印。
到了兩晉、南朝宋、南朝齊亦皆有設立此職位。
到了唐代，則有禮部鑄印官一職的出現及設立。
再來到了宋代以後，出現了專門的鑄印機構來進行鑄印的工作，也就是少府監以及文思院。而鑄印完以後則交由禮部負責管理的事宜。
至元代開始，才開始有了鑄印局這一官署的設立，在元世祖至元五年(1268年)開始設立，隸屬禮部，負責管理刻印及銷毀印章的工作。官秩為正八品，主官為大使一員，負責總領其事。下屬官員則有設立副使一員，直長一員。
而明代延續元代，同樣也設立鑄印局這一官署，同樣隸屬於禮部，在工作內容及職能歸屬大體不變，只是負責官員改為設立大使一人，副使二人。到了萬歷九年(1581年)革副使一人。
清代亦承襲明制，同樣也有鑄印局，亦屬禮部。鑄印局設立員外郎漢人一人，筆帖式署主事滿洲一人，大使漢人一人掌鑄造。其職能如《清史稿》所紀錄的：「題銷鑄印，掌鑄寶璽，凡內外諸司印信，並範冶之。」

## 清代鑄印標準
凡鑄造金寳、金印:
- 皇太后:金寶盤龍紐
- 皇后:金寶交龍紐
- 皇貴妃、貴妃均金寶蹲龍紐
- 妃金印龜紐

均清篆左漢篆右篆用玉筯文
- 親王、世子金寶龜紐
- 郡王金飾銀印麒麟紐

均芝英篆
- 朝鮮國王金印龜紐

芝英篆
- 安南琉球暹羅三國王金飾銀印

均駝紐尚方大篆
- 凡鑄造銀印、闗防:

- 內外文職一二品尚方大篆
- 內三品順天奉天二府以上外承宣布政使司尚方小篆均直紐
- 內外武職一二品均栁葉篆虎紐
- 衍聖公尚方大篆直紐
- 蒙古諸部扎薩克盟長右䥴清文左䥴䝉古文虎紐

- 凡鑄造銅印闗防鈐記:

- 內文職三品詹事府以下外提督學政提刑按察使司尚方小篆
- 內四五品外三四品鐘鼎篆
- 內六品外五品以下垂露篆
- 內外武職三四品殳篆
- 四五品以下懸鍼篆均直紐

凡増鑄之印，內外文武官新設者、改調職守者，由吏兵二部㑹部擬定印文字數，題準咨部付局鑄給。凡改鑄之印，內外官印嵗久模糊，應改鑄者，題咨到部鑄給。凡發印各印鑄成，呈堂驗閱發司封固，鈐以司印在內，各部院寺監遣官齎文赴領，在外文職府通判，武職總兵官以上，專差齎文赴領。文知縣武副將以下，發提塘郵寄於印四角加柱，鈐封如前。本官得印，去柱啟封以用，印年月日報部存案。凡繳印內外官接到新印於舊印篆文中加鑴繳字送部銷毀 。凡封印開印前，期劄欽天監擇吉具疏通行，中外遵行。 